# W le donne (film)
W le donne è un film commedia musicarello del 1970, diretto dal regista Aldo Grimaldi.
Little Tony, che quando non canta è doppiato dal suo doppiatore abituale Massimo Turci, è al suo ultimo film da protagonista.

## Trama
Tony Marconi, cantante italo-americano, si reca in Italia per una tournée assistito dal manager Victor Santaniello, ma all'arrivo entrambi vengono fermati dai carabinieri perché dichiarati renitenti di leva; è dunque costretto a stravolgere i suoi piani che potrebbero compromettere anche la sua fama e il rapporto con la casa discografica suo finanziatore. Arruolati entrambi nell'Esercito e assegnati ad un reggimento di fanteria, morde il freno e grazie all'aiuto dello zio Franco Samperi, sergente nel suo reggimento, Tony riesce a eludere la sorveglianza del severo maresciallo Ciccio La Rosa.
Tony incontra e si innamora ricambiato di Simonetta, la figlia del maresciallo La Rosa, che però si spaccia per figlia del comandante di reggimento a cui occasionalmente racconta le sue peripezie in caserma e l'astio verso il maresciallo Ciccio La Rosa suo superiore. All'aiuto dello zio si aggiunge anche quello del comandante di reggimento, che notato il talento di Tony gli garantisce libera uscita in preparazione del concerto per la festa del Reggimento; il ragazzo approfitta delle uscite dalla caserma per tenere numerosi concerti, macinando un successo dietro l'altro.
L'anomalo liberismo del comandante di reggimento verso la semplice recluta lascia sgomento il rigido maresciallo La Rosa, che inizia a perdere fiducia nelle sue convinzioni; quando gli viene palesato l'aiuto del sergente Franco verso il nipote Tony, e quindi il doppio gioco del suo migliore amico, il maresciallo ha una piccola crisi di nervi che lo porterà a commettere una negligenza in servizio, a cui seguono 3 giorni di rigore in cui gli sarà proibito uscire dalla caserma, proprio nel giorno della festa reggimentale.
Nella serata del suo ultimo concerto in Italia, Tony viene piantato in asso da Simonetta che gli rivela finalmente che il padre è in realtà il  maresciallo La Rosa da lui tanto demonizzato. Ma saprà riconquistare il suo cuore.

## Colonna sonora
Verso la fine della pellicola Little Tony, Franco Franchi e Pippo Franco, nel corso dello spettacolo in caserma, parte della festa del reggimento, si esibiscono in una versione della canzone che dà il titolo al film. Questa versione non è mai stata pubblicata su disco.